# 蘇氏高鬚魚
蘇氏高鬚魚（学名：Hypsibarbus suvattii）为輻鰭魚綱鯉形目鲤科高鬚魚屬的其中一種，該物種分布於亞洲泰國、越南、柬埔寨，體長可達35公分，棲息在中底層水域。

## 外部連結
- 蘇氏高鬚魚的圖片

## 扩展阅读
維基物種上的相關：蘇氏高鬚魚